# 一番町 (徳島市)
一番町（いちばんちょう）は、徳島県徳島市の町名。内町地区に属している。一番町一丁目から一番町三丁目まで存在する。郵便番号は〒770-0833。

## 統計
- 人口：111人（2009年12月。徳島市の調査より）
- 世帯数：46世帯（同上）

## 地理
一番町はひょうたん島という新町川と助任川の中洲にあるJR徳島駅前に位置する町で、町の中央を斜めに一番町商店街が広がっており、近隣にはそごう徳島店やとくしまCITY等の大型商業施設が立ち並んでいる。

## 歴史
古くは「紙屋町」と呼ばれ、徳島城下の商業の中心であった。藩はここでのみ紙類の販売を許可していた。紙屋町は東西（現 国道192号に平行）に伸びる道の両側に広がっていたが、その道は現在は一番町商店街より東にしか残っていない。
しかし、第二次世界大戦のときの徳島大空襲により焼け野が原となってしまい、後に徳島駅前にはバラック小屋が建ち並んでいたが、戦後最初の公共事業（駅前の区画整理）により、紙屋町の町みも一変した。
徳島駅から国道192号への斜めの連絡道路が完成し、紙屋町は半分しか残らなかった。残った半分と斜めの連絡道路を合わせて、戦後一番ということから、一番町と名付けられた。1949年、一番町町内会発足。

## 施設

### 企業
- 海部観光 徳島駅前営業所
- 小山助学館
- 産経新聞社 徳島支局
- 阿波観光ホテル

### 商店街
- 一番町商店街

### オフィスビル
- 大同生命保険徳島ビル
- ジブラルタ生命徳島一番町ビル

## 交通

### 道路
- 国道192号
- 徳島県道13号徳島停車場線